# Space Art (Sendereihe)
Die Sendereihe Space Art wurde von 1997 bis 2010 mit Unterbrechungen in der Space Night in ARD alpha und dem BR Fernsehen ausgestrahlt.

## Der Beginn
1997 ließ der BR einen Pilotfilm unter dem Titel Im Licht ferner Sonnen – Die Welten des Michael Böhme von dem Filmemacher Alexander Seibold produzieren, der infolge die Realisation der Sendereihe übernahm. Zunächst zur Musik von Klaus Schulze entstand ein TV-Programm, das in dieser Weise neuartig war: Kameraflüge hinein in Landschaften, die Space Art-Künstlerinnen und Künstler geschaffen hatten, ohne Schnitt und Schwarzblende von einer phantastischen Welt zur nächsten. Eine audiovisuelle Kunstausstellung, die derart viel positive Zustimmung fand, dass noch im selben Jahr die Space Art-Reihe in der Space Night aus der Taufe gehoben wurde. Im Rahmen von BR-alpha – Space Night wurden die Space Art-Sendungen regelmäßig gesendet.

## Die Produktion 1997–2003
Nach dem Pilotfilm wurde auch der erste Teil der Space Art-Reihe mit Bildern von Michael Böhme produziert. Unter dem Titel Im Licht ferner Sonnen – Das Universum des Michael Böhme ging dieser Teil mit fast 40 Minuten Länge auf Sendung. Begeisterte Zuschriften an den Sender aus dem europäischen Sendebereich bis Schottland bestätigten das neue Konzept der Space Art-Reihe in der Space Night. Es folgte die Produktion mit Gemälden von Frank Lewecke unter dem Titel Millennium III – Arbeiten von Frank Lewecke. Der Soundtrack für die 45-minütige Sendung entstand in Zusammenarbeit mit dem Nürnberger Ambient Live-Act „A Million Lights“. Nachfolgend wurden die Werke von Luděk Pešek verfilmt. 1998/99 ging eine dreiteilige Sendung mit Gemälden des Engländers David A. Hardy in Produktion. In der Sendereihe gelangte im Jahr 2000 die fünfte Episode mit Bildern von Gabriele L. Berndt zur Ausstrahlung. Die Musik zu dieser Episode wurde eigens komponiert: von dem Filmkomponisten Matthias Junken. Seine symphonische Komposition Lost in the Galaxy kam in weiteren Fernsehproduktionen zu Gehör.
Im Jahr 2001 gingen die Gemälde und Buch-Cover von Thomas Thiemeyer auf Sendung. Weitere Sendungen, die 2001 produziert wurden, präsentierten Arbeiten von: Johnny Bruck, Ralf Schoofs, Hamid Omaryar, Rudolf Seelmann, Detlev van Ravenswaay, Ludwig Angerer der Ältere und Gerd Otto. In der Space Art-Reihe folgte 2002 eine Neuauflage mit weiteren Bildern von Michael Böhme und Gabriele L. Berndt. Den Abschluss bildete Ralph Voltz mit seinen Covern für die Publikationen der Perry Rhodan-SF-Serie. Es entstanden bis 2003 insgesamt 15 Episoden, zusätzlich 1999 ein Special mit in Süddeutschland beheimateten Malern, sowie 2001 zum 40-jährigen Jubiläum der Perry Rhodan-Heftromanserie ein Special mit Bildern von Johnny Bruck.

## Filmographie der Space Art-Reihe in der Space Night des Bayerischen Fernsehens
- Im Licht ferner Sonnen – Die Welten des Michael Böhme, 14:45 min, BR 1997.
- Space Art 1: Im Licht ferner Sonnen – Das Universum des Michael Böhme, 39:09 min, BR 1997.

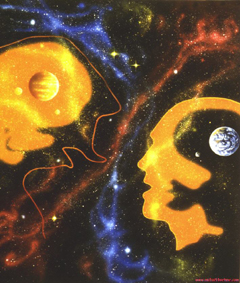
"Die Begegnung" von Michael Böhme war Teil der ersten Kunst-ausstellung in der Erdumlaufbahn -realisiert von Arthur Woods im Rahmen der EUROMIR95-Mission.

- Space Art 2: Millennium III – Arbeiten von Frank-M. Lewecke, 44:42 min, BR 1997.

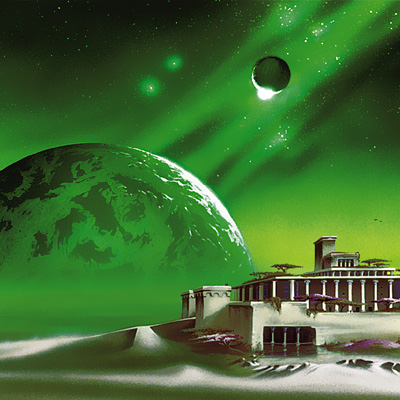
Das Titelbild der Space Art 2 „Rising Green“ von Frank Lewecke, 1996

- Space Art 3: Ludek Pesek, 30:40 min, BR 1998.
- Space Art 4: David A. Hardy, 84:21 min, dreiteilig, BR 1998/99.
- Space Art 5: Die Welten der Gabriele L. Berndt, 27:13 min, BR 2000.
- Space Art 6: Thomas Thiemeyer – Dreamscapes, 19:31 min, BR 2000.
- Space Art 7: Ludwig Angerer der Ältere, 9:48 min, BR 2001.
- Space Art 8: Gerd Otto, 13:13 min, BR 2001.
- Space Art 9: Ralf Schoofs, 7:41 min, BR 2001.
- Space Art 10: Hamid Omaryar, 8:57 min, BR 2001.
- Space Art 11: Rudolf Seelmann, 7:09 min, BR 2001.
- Space Art 12: Detlev van Ravenswaay, 7:40 min, BR 2001.
- Space Art 13: Michael Böhme, 12:12 min, BR 2002.
- Space Art 14: Futurealismus, space-people von Gabriele L. Berndt, 5:08 min, BR 2002.
- Space Art 15: Ralph Voltz, 7:54 min, BR 2003.
- Space Art – Bavarian Special, 59:40 min, BR 1999.
- Perry Rhodan – Die Titelbilder des Johnny Bruck, 56:56 min, BR 2001.